# Alambari
Alambari è un comune del Brasile nello Stato di San Paolo, parte della mesoregione di Itapetininga e della microregione omonima.
L'origine del Distrito de Paz de Alambari data il 1820, come frazione del comune di Itapetininga.
Il 30 dicembre 1991, il Governatore dello Stato di San Paolo ha promulgato la Legge nº 7.664, trasformando il Distretto di Alambari in municipio.
Oggigiorno, la cittadina è suddivisa nei seguenti quartieri: Tatetú, Cercadinho, Ribeirãozinho, Cerrado, Perobal, Barra, Capoavinha, Aterradinho, Sapezal, Recanto dos Pássaros, Luar do Sertão, Vila Correa, Jardim Brasil.